# ダニエル・ジョーンズ (音声学者)
ダニエル・ジョーンズ（英語：Daniel Jones、1881年9月12日 – 1967年12月4日）は、イギリスの音声学者。基本母音や英語の容認発音（RP）の記述で知られる。

## 生涯
1881年、ダニエル・ジョーンズはイギリス・ロンドンで生まれた。
パブリックスクールからケンブリッジ大学キングス・カレッジへ進学し、数学と法律を学んだ。法律を学んだのは、父の職業が弁護士であったからであり、父の影響でジョーンズ自身も弁護士の道を目指していた。だが、ジョーンズが弁護士という職業に興味を持つことはなく、フランス語をはじめとした外国語に強い関心を持ったことから、1905年、フランス・パリの高等研究実習院でポール・パシーに音声学を学んだ。
1907年、ユニヴァーシティ・カレッジ・ロンドンの非常勤講師（のちに常勤）となり、フランス語の音声に関する講義を行った。
1911年、パシーの姪で画家アンリ＝ポール・モットの娘のシリル・モットと結婚。
1912年、ユニヴァーシティ・カレッジ・ロンドンにイギリスで最初の音声学科（Department of Phonetics）を開設。なお、音声学科は、2008年1月にその幕を閉じ、心理学言語科学専攻人間コミュニケーション科学科に統合された。
1915年、イギリスや外国の英語教師、英語学習者のために、英語音声学を集中的に学ぶことが出来る「The UCL Summer School in English Phonetics」を開設した。このコースは、ジョーンズが用いたApplied Phonetic Method of Pronunciation Instructionと呼ばれる、話し言葉中心の発音訓練に重きを置いた教授法を採用しており、開設から100年経った現在でも、Summer Course in English Phoneticsと名前を変え、毎年夏季休暇中に実施されている。
このころ、広東語・ツワナ語・シンハラ語などの音声を調査し、それぞれ文献「Phonetic Reader」として纏めている。

## 年表
- 1881年　イギリス・ロンドン生まれ。
- 1903年　ケンブリッジ大学キングス・カレッジ卒業。
- 1907年　ロンドン大学ユニヴァーシティ・カレッジ非常勤講師。
- 1912年　Department of Phonetics（音声学科）を開設。
- 1914年　ロンドン大学ユニヴァーシティ・カレッジ準教授。
- 1915年　The UCL Summer School in English Phoneticsを開設。
- 1921年　ロンドン大学ユニヴァーシティ・カレッジ音声学科主任教授。
- 1949年　退職。
- 1950年　国際音声学会（IPA）会長
- 1967年　死去。

## 功績
1909年、The Pronunciation of Englishを出版した。この著作は、英語の音声を入門的に記述したものであり、英語教師や英語学習者のための基本的な概説書となった。
1917年、英語の発音辞典『English Pronouncing Dictionary(EPD)』を出版した。この著作は版を重ねて、現在も出版されている（第18版/2011年）。当時のオックスフォード英語辞典の発音表記に難があったこともあり、この辞典はジョーンズのもっとも成功した著作のひとつになった。EPDが出るまでは英語の発音を知るには18世紀の発音辞典を使うしかなかった、と1912年にドイツ語の発音辞典を出版したドイツの音声学者ヴィルヘルム・フィーエトルは語っている。
EPDで、ジョーンズは初めて基本母音の概念を明らかにした。この辞典に記されているイギリスの標準発音のことをジョーンズは当初「Public School Pronunciation（PSP）」と呼んでいたが、1926年の第3版では「Received Pronunciation（RP：容認発音）」と改名した。
基本母音は、それまで子音と比較して記述するのが困難であった母音について、その定点を定めたものであり、現在でも英語音声学において重要な概念の1つである。誕生当初、基本母音は8種類の「第一次基本母音」のみ定義されていたが、1943年には8種類の基本母音が、1946年には中舌母音2種類が加えられ、現在の基本母音の形となった。後に加えられた基本母音は「第二次基本母音」と呼ばれている。
因みに、ジョーンズは基本母音だけでなく基本子音も定義したが、こちらはあまり使われていない。
1918年、An Outline of English Phoneticsを出版した。この著作は、英語の発音をイントネーションを含めて理論的に記述したもので、英語音声学と英語教育の両方にわたって多大な影響を与えた。この著作も版を重ねるうちに改良が加えられている。
また、この著作では音声の精密表記と簡略表記の区別が示されている。これは、英国学派音声学を確立させたイギリスの音声学者ヘンリー・スウィートのBroad RomicとNarrow Romicの考えを借りたものだが、のちの音韻論の重要な概念になった。
これらの著作は日本にも大きな影響を与え、それまで英語教育にはウェブスター辞典式の発音記号を使っていたのが、大正時代からは国際音声記号を使うようになった。
なお、日本語のローマ字表記についてジョーンズは、かつての同僚であったイギリスの音声学者ハロルド・E・パーマーを介してよく知っていた。パーマーの著作経由で神保格を知り、1938年にはそれを元に音素の四段階抽象論を唱えた。1949年の著書「The Romanization of Japanese」では、訓令式ローマ字を賞賛している。

## 批判
ジョーンズは理論よりも実用を重んじ、主著である『An Outline of English Phonetics』でさえも、英語を母語としない人の教育を目的としていた。ジョーンズの説明には現実と一致しなかったり、矛盾したりしている箇所があり、しばしば批判の対象になった。
基本母音はジョーンズの大きな功績であるが、舌の位置による説明には批判が多かった。ジョーンズ自身がX線写真を [i a ɑ u] の4枚しか公開しなかったことも大きな疑問を生んだ。イギリスの音声学者ピーター・ラディフォギッドは、基本母音の舌の位置がジョーンズの説明のようにならないことを明らかにした。以上のような理論的欠陥にもかかわらず、実用的には基本母音が有効であることをラディフォギッドも服部四郎も認めている。
また、ジョーンズは音素という概念が登場した初期に、音素を提唱した音声学者のひとりでもある。1917年、ジョーンズは文献学会で行ったツワナ語についての講義で音素の考えを公開し、1919年、シンハラ語について纏めた著書の中で音素に関する基本的な考え方を纏めた。1930年代には音素に関する多くの論文を書いている。
ジョーンズが音素という概念を提唱した目的は、音声記号による表記の単位を得ることにあり、体系としての言語を研究することを目的としていなかった。のちにアメリカで音韻論が発達すると、ジョーンズの音素論は時代遅れと評されるようになった。

## 国際音声学会
1905年、フランスに居住していたジョーンズは国際音声学会に加入し、1909年に副書記、1928年にはパシーの跡を継いで書記に就任した。
国際音声記号の母音の図は、1912年版では上が大きな左右対称の台形状に書かれていた。これは[ɑ] から [u] にかけて、舌の位置が後ろに下がると思われていたためであるが、ジョーンズはそのようなことがない（むしろ前進する）ことを示唆した。
この結果、1932年以降の母音の図はでは右辺が垂直に書かれるようになり、現在に至っている。国際音声記号に対するジョーンズの功績は大きく、放出音など、ジョーンズの用語がそのまま一般に使われている。
1950年、国際音声学会会長に就任し、死去する1967年まで務めた。因みに、ジョーンズが音声学を学んだポール・パシーは初代会長である。

## 英語の発音記号
英語発音辞典(EPD)をはじめとするジョーンズの著作は英語教育に大きな影響をもたらしたが、これらの著作に用いられている英語の発音表記はジョーンズが考案したわけではなく、単に国際音声学会で以前から使われている記号をそのまま使っただけだった。ジョーンズは beat と bit の母音の違いを [iː] と [i] のように長さで区別していたが、[ɛ] が [ɛə] にしか使われないなど、ジョーンズ本人の音素の理論とは合わないところもあった。しかし、ジョーンズの保守的な性格のためか、改訂版でも表記に変更はなかった。
英語発音辞典の改訂を引き継いだアルフレッド・チャールズ・ギムソンは、ジョーンズの没後1977年に出版された第14版で大きく表記を変更し、[iː] と [ɪ] のように母音の長さに加えて母音の種類の違いも表記するようになった。

## 著書
- A Phonetic Dictionary of the English Language（1913[13]）
- English Pronouncing Dictionary（1917）
- An Outline of English Phonetics（1918[4]）
- The Romanization of Japanese（1949）
- The Phoneme：its nature and use（1950）

## 翻訳
- フランス語の音声（1907年/ポール・パシー著[14]）